# За неравенството на човешките раси
„За неравенството на човешките раси“ е есе, чийто автор е Жозеф Артюр де Гобино, който в произведението си развива расова теория, която цели разделянето на хората на висши и нисши отделни човешки раси. Расово-антропологичната конструкция развита в есето от Гобино прераства в школа в социологията до края на 19 век. От гледна точка на съвременната антропология, трудът се разглежда като ранен пример за научен расизъм.
Акцентът на есето е философски и е поставен върху дегенерацията, и е иделогически консервативен опит за защита на Стария ред във Франция отпреди т.нар. Велика френска революция – против включването на третото съсловие в управлението. С представянето на различни лингвистични и антропологични (цивилизационни) аргументи авторът е систематизирал в есето си разните силно вкоренени възгледи през епохата за расите. Моногенист на теория, но полигенист на практика, Гобино развива тезата, че смесването на расите ги дегенерира.
В противовес на това есе, Антенор Фирмен пише трактата „За равенството на човешките раси“ (на френски: De l'Égalité des Races Humaines), който ще окаже силно влияние върху световната литературна и политическа мисъл и се разглежда като предшестващ Негритюда.

## Контекст
Книгата е посветена на Джордж V, последния крал на Хановер (1851 – 66). Във въведението, авторът представя мотивацията си да информира краля за „скритите причини за революциите, кървавите войни, и беззаконието“. В писмо до граф Антон фон Прокеш-Остен от 1856 г., Гобино описва книгата си като основана на неговата „омраза към демокрацията и нейното оръжие – Революцията – омраза, която задоволих като показах откъде демокрацията и Революцията идвати накъде отиват“.

## Цивилизациите според Гобино
Гобино твърди, че в историята не е имало повече от десет велики цивилизации, и че всички те са в една или друга степен наченати от бялата раса. Тези цивилизации са:
1. Индийска цивилизация – основана от разклонение на арийците
2. Египетска цивилизация – дело на арийска колония от Индия;
3. Асирийска цивилизация – към която спадат културите на семитите и финикийците. Според Гобино това е хамито-семитска цивилизация, но със силно и/или под силно иранско влияние;
4. Древногръцка цивилизация – арийска, но със семитски елементи;
5. Китайска цивилизация – подобно на Египетската, основана от една арийска колония от Индия;
6. Италийска цивилизация – мозайка от арийските култури на келтите, иберите и други народи, включително семитски;
7. Германска цивилизация – генерирана от 5 век в западен дух – арийска;
8. Алеганска цивилизация в Америка (Западна Вирджиния);
9. Мексиканска цивилизация в Америка;
10. Перуанска цивилизация в Америка;